# كلود رولان
كلود رولان هو نقابي وسياسي بلجيكي، ولد في 26 مايو 1957 في شارلوروا في بلجيكا. نشط حزبياً في Les Engagés ‏. في انتخابات البرلمان الأوروبي 2014، انتخب عضو في البرلمان الأوروبي عن دائرة المجمع الانتخابي الناطق بالفرنسية لترشحه ضمن قائمة Les Engagés ‏، وقد انضم خلال فترته النيابية (1 يوليو 2014 – ) للكتلة البرلمانية كتلة حزب الشعب الأوروبي.